# Hilla Nachshon

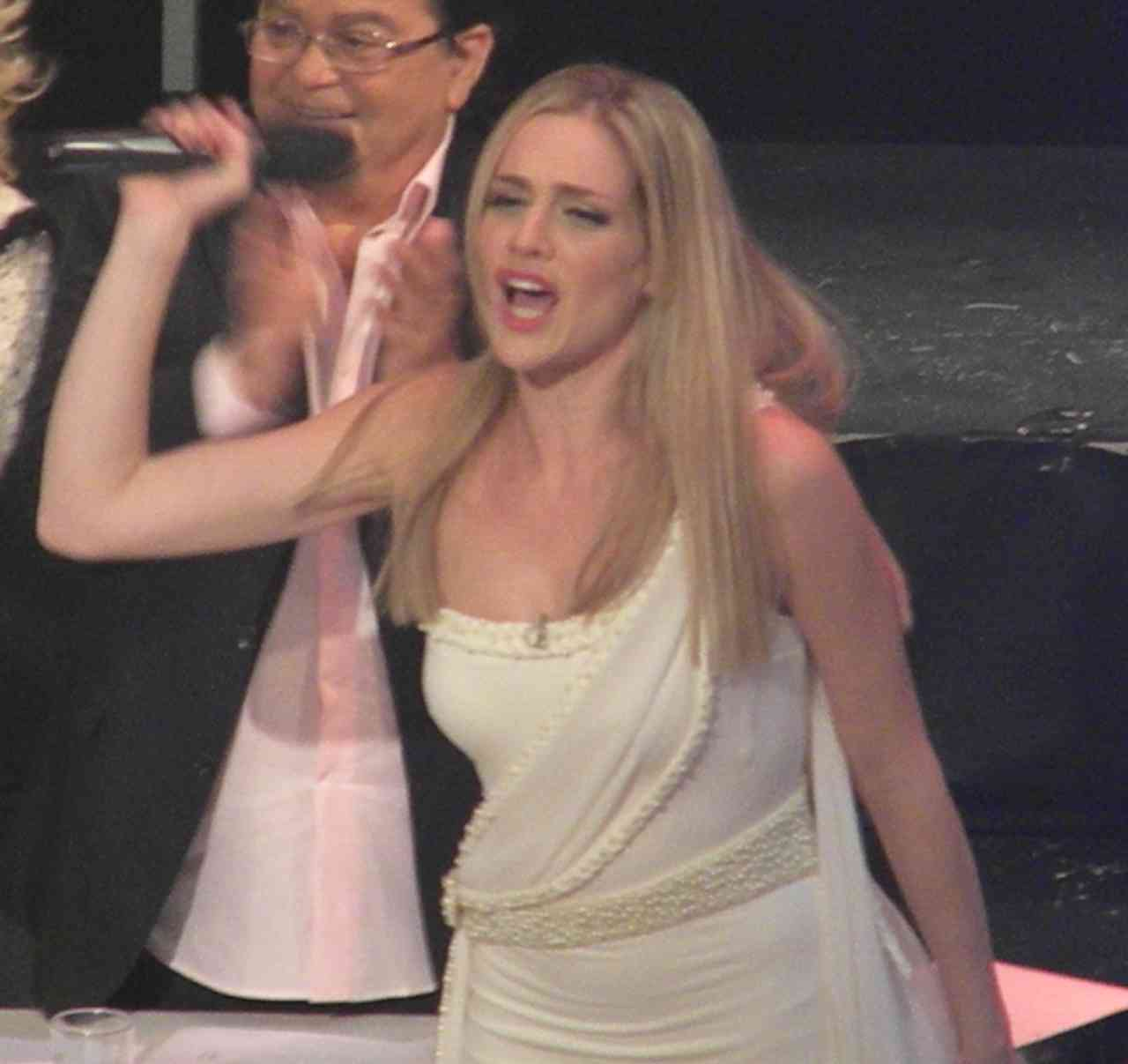
Hilla Nachshon

Hilla Nachshon (hebräisch הילה נחשון; * 13. Oktober 1980 in Kirjat Bialik) ist eine israelische Fernsehmoderatorin und Model.

## Leben
Nachshon wurde in Kiryat Bialik geboren. Ihre Familie ist aschkenasischer Abstammung. Später zog sie mit ihrer Familie nach Kiryat Tivon Ende 1990er machte sie ihren Wehrdienst bei der IDF. Sie begann ihre Karriere als Model und wurde bekannt durch Auftritte in Werbespots, unter anderem für die israelische Modemarke Tamnun und das Dessert „Milky“. Später moderierte sie gemeinsam mit dem Schauspieler Avi Kushnir die israelische Version von Dancing with the Stars. 2009 erschien sie auf dem Cover des israelischen Bademodenmagazins Blazer. Neben ihrer Tätigkeit als Fernsehmoderatorin leitete sie 2010 und 2011 den Miss-Israel-Schönheitswettbewerb.
Nachshon war zweimal verheiratet: Von 2004 bis 2006 war sie mit dem Fußballspieler Asi Domb verheiratet, und zwischen 2013 und 2015 mit dem Unternehmer Eyal Hassid. Sie ist Mutter von zwei Kindern.